# Alain Finkielkraut
Alain Finkielkraut (París, 30 de juny de 1949) és un intel·lectual francès d'origen jueu, conegut polemista i autor de nombrosos assajos. Va esdevenir membre de l'Acadèmia Francesa el 10 d'abril de 2014, per ocupar el seient número 21 que havia quedat vacant a la mort de Félicien Marceau.
És fill únic d'un jueu polonès deportat a Auschwitz. Antic alumne de l'Escola Normal Superior de St. Cloud, és professor de la École Polytechnique de París, una prestigiosa escola d'enginyeria, on imparteix classes d'Història de les Idees en el Departament d'Humanitats i Ciències Socials.
En un primer moment se'l va associar als «nous filòsofs», al costat de Pascal Bruckner, André Glucksmann i Bernard-Henri Lévy. També va ser relacionat amb el pensament de Michel Foucault, en el seu intent d'assajar un periodisme més profund. Ha mostrat la seva admiració per l'obra d'Emmanuel Lévinas, Milan Kundera i Hannah Arendt, i s'ha inspirat en ells per analitzar críticament la «barbàrie del món modern», i per construir la seva visió escèptica del progrés, que comença a plasmar a partir de 
La derrota del pensament (1987). En els seus assajos analitza també la fragilitat del mitjà social, la indiferència davant la memòria i, en suma, el paper de l'intel·lectual contemporani en la societat postmoderna.
Finkielkraut pertany també al grup d'intel·lectuals que apareix amb regularitat en els mitjans de comunicació i pren posició en temes d'actualitat, com va ser la guerra de Iugoslàvia (va ser dels primers a denunciar la neteja ètnica dels serbis) o els disturbis de França de 2005 i com, en la seva opinió, una societat multirracial com la francesa pot arribar a convertir-se en «multirracista».
En algunes de les seves obres ha defensat amb convicció el seu vincle amb la comunitat jueva, i ha mostrat la seva inquietud pel ressorgiment a França d'un nou antisemitisme que, a diferència de l'antisemitisme tradicional d'extrema dreta, seria progressista i d'esquerres.

## Obres
- La Défaite de la pensée, 1987
- Le juif imaginaire, 1981
- La sagesse de l'amour, 1984
- L'humanité perdue, 1996
- Le Mécontemporain: Péguy, lecteur du monde moderne (1991). Paris, Gallimard.
- L'Ingratitude. Conversation sur notre temps avec Antoine Robitaille, 1999
- L'imparfait du présent, 2002).
- Au nom de l'Autre: Réflexions sur l'antisémitisme qui vient, 2003
- Nous autres modernes, 2005.
- Entretiens sur la laïcité. Avec Benny Lévy, 2006